# Ludwig Pfeiffer (Mediziner, 1861)
Ehrenfried Karl Ludwig Pfeiffer (* 17. August 1861 in Würzburg; † 7. Januar 1945 in Schwerin); war ein deutscher Mediziner, Professor für Hygiene und Beamter des Öffentlichen Gesundheitswesens.

## Leben
Der Sohn eines kgl. Rechnungsrats wuchs in München auf und legte 1879 die Abiturprüfung am Münchner Maximiliansgymnasium ab; unter anderem mit Georg Jochner und Karl Sittl. Im Anschluss studierte er Medizin an der Ludwig-Maximilians-Universität in München. Während seines Studiums wurde er Mitglied des AGV München im Sondershäuser Verband. 1884 bis 1887 war er Assistent am Pathologischen Institut; 1886 bis 87 bei Otto von Bollinger (Leitung: Hugo von Ziemssen) und an der Chirurgischen Klinik (Leitung: Johann Nepomuk von Nussbaum) der Universität; nach der Staatsprüfung 1887 war er bis 1894 am Hygiene-Institut unter Max von Pettenkofer tätig. Zwischenzeitlich hatte er 1886 promoviert und sich 1890 habilitiert. Ab 1894 lehrte er als außerordentlicher, ab 1899 als ordentlicher Professor am Institut für Hygiene – mit einer Abteilung für die technische Untersuchung von Lebensmitteln und einer Desinfektionsschule – der Universität Rostock, dem er 1894 bis 1916 als Direktor vorstand, war ab 1894 Mitglied der Medizinal- und der Prüfungskommission ab 1906 des Reichsgesundheitsrates sowie ab 1909 des Vereins für Mecklenburgische Geschichte und Altertumskunde. 1916 bis zum Eintritt in den Ruhestand 1926 leitete er das Landesgesundheitsamt in Schwerin.
Der Mediziner (Hygieniker) Ludwig Pfeiffer ist nicht identisch mit dem deutschen Arzt, Botaniker und Malakologen Ludwig Georg Karl Pfeiffer (1805–1877) sowie mit dem Arzt, Prähistoriker und Münzsammler Ludwig Pfeiffer (1842–1921).

## Ehrungen
- 1909: Ritterkreuz des Hausordens der Wendischen Krone
- 1912: Geheimer Medizinalrat; 1913: Geheimer Obermedizinalrat
- 1916: Vortragender Rat des Ministeriums, Abt. Medizinalwesen, Schwerin
- 1919: Ehrenmitglied der Universität Rostock

## Schriften (Auswahl)
Pfeiffer verfasste zahlreiche wissenschaftliche Beiträge, u. a. in den Fachzeitschriften „Archiv für experimentelle Pathologie“ und „Archiv für Hygiene“ über Farbstoff melanotischer Sarkome, Tuberkulose, Typhusmorbidität in München und Schutz gegen Ansteckungsgefahren.
- Über den Fettgehalt des Körpers und verschiedener Theile desselben bei fetten und mageren Thieren: Inaug.-Diss. Univ. München. R. Oldenbourg, München 1886.
- Die schweflige Säure und ihre Verwendung bei Herstellung von Nahrungs- und Genussmitteln: Rieger, München 1888.
- Zur Kenntniss der giftigen Wirkung der schwefligen Säure und ihrer Salze: Der medizinischen Fakultät der k.Ludwig-Maximilians-Universität in München pro venia legendi vorgelegt von Ludwig Pfeiffer. C: Wolf & Sohn, München 1890 (Habilitationsschrift).
- Tagesordnung für die vom 8.-11. September in Würzburg stattfindende Versammlung des deutschen Vereins für öffentliche Gesundheitspflege: Freitag, den 9 September: 3. Volksernährung. Referenten: […] Privatdocent Dr. Ludwig Pfeiffer (München); in: Hygienische Rundschau. Herausgegeben von Dr. Carl Fraenkel, Dr. Max Rubner, Dr. Hans Thierfelder, Prof. der Hygiene in Marburg i./H. Prof. der Hygiene in Berlin. Privatdocent in Berlin. Jg. 1892. August Hirschwald, Berlin 1892.
- Zur Frage der Entstehung und Verbreitung der Tuberkulose. Festschrift des Niederrheinischen Vereins für öffentliche Gesundheitspflege zur Feier des 50-jährigen Doctorjubiläums Max Pettenkofers. Bonn, 1893
- Zum Gedächtniss für Max von Pettenkofer: Sonderausgabe aus der Hygienischen Rundschau 1901, No. 15: [Aug. Hirschwald; Berlin], 1901.
- Der Altersaufbau der Rostocker Bevölkerung, in: Festschrift der XXVI. Versammlung des Deutschen Vereins für öffentliche Gesundheitspflege; gewidmet von der Stadt Rostock: Rostock 1901.
- Die Impfklauseln in der Weltpolice der Lebensversicherungsgesellschaften (1905)[5]